# Kevin Young (cestista)
Kevin Young Morales (Riverside, 24 giugno 1990) è un cestista statunitense con cittadinanza portoricana.